# Monasterio de San Felices de Calatrava (Burgos)
El monasterio de San Felices de Calatrava de Burgos es un cenobio de monjas cistercienses calatravas, situado en el barrio de San Cristóbal de la capital burgalesa (Comunidad de Castilla y León, España). 

## Monasterio primitivo
En tiempos del IX Maestre Gonzalo Yáñez de Novoa, que gobernó la Orden desde 1218 a 1239, se llevó a cabo la fundación en 1219 de éste el primer monasterio de monjas Calatravas. Doña Leonor Rodríguez, hija de Rodrigo Fernández de Castro y doña Leonor González, donaron al monasterio de San Felices de Amaya y a su abadesa doña Sancha González las villas de Mucientes y Santa Olalla. En el convento fue enterrada en 1275 Leonor Rodríguez de Castro.
En capítulo XVIII de Historia de la Orden de Calatrava, se lee que Gutiérrez Gómez de Padilla y su mujer, María Suárez, fundaron y dotaron en 1219 este monasterio de monjas de San Felices, cerca de la villa de Amaya. Llegó a ser un centro de poder familiar de los ricoshombres de la familia Castro en la segunda mitad del siglo XIII, de la misma manera que los monasterios de monjas de la orden del Císter, a la que pertenecía Calatrava. El monasterio se volvió señor rural autónomo en los dos últimos siglos de la Edad Media.
A comienzos del siglo XV solamente ocho religiosas habitaban en el convento.

## Monasterios en Burgos capital
Después de un intento de Carlos I, entre 1523 y 1526, de obligar a la comunidad a mudarse al sitio de Jamilena en Andalucía, Felipe II impuso en 1568 su instalación en la ciudad de Burgos para cumplir con la normativa del concilio de Trento. Como consecuencia, la comunidad comenzó su andadura por distintos lugares de la capital burgalesa.
Desde 1980 el monasterio está situado en el barrio burgalés de San Cristóbal, a seis kilómetros del centro urbano. En este monasterio se encuentra el manuscrito Vita Adelelmi (Vida de San Lesmes).